# لويس لوسيان بونابرت
لويس لوسيان بونابرت (بالفرنسية: Louis Lucien Bonaparte)‏ هو لغوي وعالم لهجات وسياسي فرنسي، ولد في 4 يناير 1813 في المملكة المتحدة، وتوفي في 3 نوفمبر 1891 في فانو في إيطاليا. حزبياً، نشط في Party of Order ‏. وقد انتخب عضو مجلس الشيوخ في الإمبراطورية الفرنسية الثانية وانتخب نائب فرنسي.

## روابط خارجية
- لويس لوسيان بونابرت على موقع الموسوعة البريطانية (الإنجليزية)